# Villa Soriano
Villa Soriano é uma cidade do departamento de Soriano no Uruguai. Historicamente, é conhecida por Santo Domingo de Soriano. Adquiriu o status de cidade antes da Independência do Uruguai.

## Localização
Está localizada a oeste da rota 96, na margem sul do rio Negro, 10 km antes de desaguar no rio Uruguai.

## História
Em 1624, uma missão franciscana estabelecida após as tribos indígenas terem sido dizimadas, nomeada Santo Domingo de Soriano. Foi o primeiro assentamento europeu permanente no Uruguai, sendo anterior à fundação da Colônia do Sacramento. A construção de sua igreja começou em 1751.
A cidade tem fortes associações com o General José Gervasio Artigas, que foi honrado pelos uruguaios como o libertador do país.

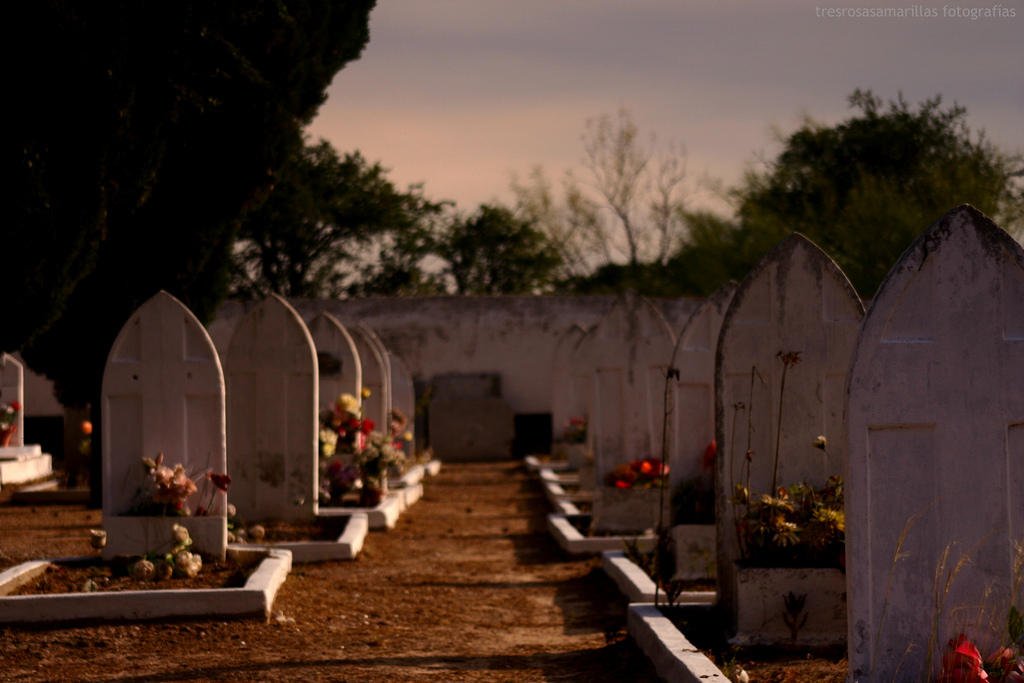
Cemitério em Villa Soriano